# Darab
Darab is een sjah uit de Shahnameh van de dichter Ferdowsi uit de 10e eeuw. Hij is de zoon van Bahman Ardeshir en diens dochter Homay. Sekander (Alexander de Grote) zou de zoon zijn uit zijn huwelijk met Nahid, de dochter van Filqus (Philippus II van Macedonië) en Dara (Darius III) zijn zoon bij Tamrusiyah. Darabs geschiedenis wordt verteld in het verhaal van 'Darab en de Voller'.
Bahman Ardeshir (Artaxerxes I), zoon van Esfandyar, had een zoon, Sasan en een dochter Homay. Hij werd verliefd op zijn dochter en kreeg bij haar een zoon, Darab (Darius II). Sasan vluchtte naar Nayshapour en kreeg een zoon Sasan, die schaapsherder werd. Van Sasan zouden later de Sassaniden afstammen.
Bahman Ardeshir stierf toen Homay zes maanden zwanger was. Zij neemt de troon van haar vader over en houdt de geboorte van haar kind geheim. Na acht maanden laat ze een houten kistje maken en legt daar haar baby in, met een armband en juwelen. Het kistje met Darab wordt in de rivier de Eufraat gelegd en twee mannen volgen het. Het spoelt aan bij een voller en zijn vrouw. Die waren zelf een kindje verloren en voeden de baby op als hun eigen zoon. Darab merkt dat hij anders is dan zijn ouders en wil leren en een ruiter worden. Onder bedreiging van een zwaard vertelt zijn 'moeder' hem dat hij in de rivier gevonden was. Darab gaat in dienst bij een heer, die om het leven komt bij een aanval van een leger uit het westen. Koningin Homay verzamelt troepen om het vijandelijke leger terug te drijven en stelt Reshnavad als generaal aan. Darab neemt dienst in dat leger. Op een stormachtige dag met zware regenval schuilt Darab eenzaam in een oude ruïne en valt in slaap onder een overwelving. Reshnavad komt voorbij en hoort tot driemaal toe een stem, die zegt dat daar Ardeshirs zoon ligt. Reshnavad laat hem halen en dan stort de overwelving in! Reshnavad vraagt naar Darabs afkomst en Darab vertelt het verhaal van zijn vondst in de rivier. Reshnavad laat de voller en zijn vrouw komen. Intussen vallen ze Griekenland binnen en Darab vecht heldhaftig in de voorste gelederen tot de Griekse koning om vrede smeekt. Resnavad en Darab keren terug naar de ingestorte overwelving, waar de voller en zijn vrouw zijn aangekomen. Ze tonen de armband, die Darab als baby om zijn arm had gedragen. Rashnavad stuurt een verslag met de armband naar Homay. Op de vierde dag van de maand Bahman ontvangt Homay haar zoon en kroont zij hem. 
Als sjah overwint Darab de Arabische leider Sho'ayb van de Qotayb stam en rukt hij op tegen de Griekse koning Filqus, wiens hoofdstad Amourieh hij inneemt. Darab huwt Filqus' dochter Nahid en Griekenland moet jaarlijks honderdduizend gouden eieren, ingelegd met juwelen, betalen. Elk ei weegt veertig mesqals. Vanwege haar slechte adem geeft Darab zijn echtgenote het kruid 'Sekander'. Het helpt, maar hij voelt geen liefde meer voor haar en stuurt haar terug naar haar vader. Niemand weet dat ze dan al zwanger is. Ze noemt haar kind Sekander en Filqus doet het voor komen alsof de baby zijn eigen zoon is, omdat hij zich er voor schaamt dat z'n dochter door de Perzische sjah is verstoten. Darab huwt een andere vrouw, Tamrusiyah en krijgt een zoon, Dara (Darius III), één jaar jonger dan Sekander. Na twaalf jaar sterft Darab en Dara neemt de kroon over.
In de geschiedenis wordt Darius III niet als zoon (als in de Shahnameh), maar als achterkleinzoon van Darius II beschouwd.